# Verein der Freunde und Förderer der Wilhelma

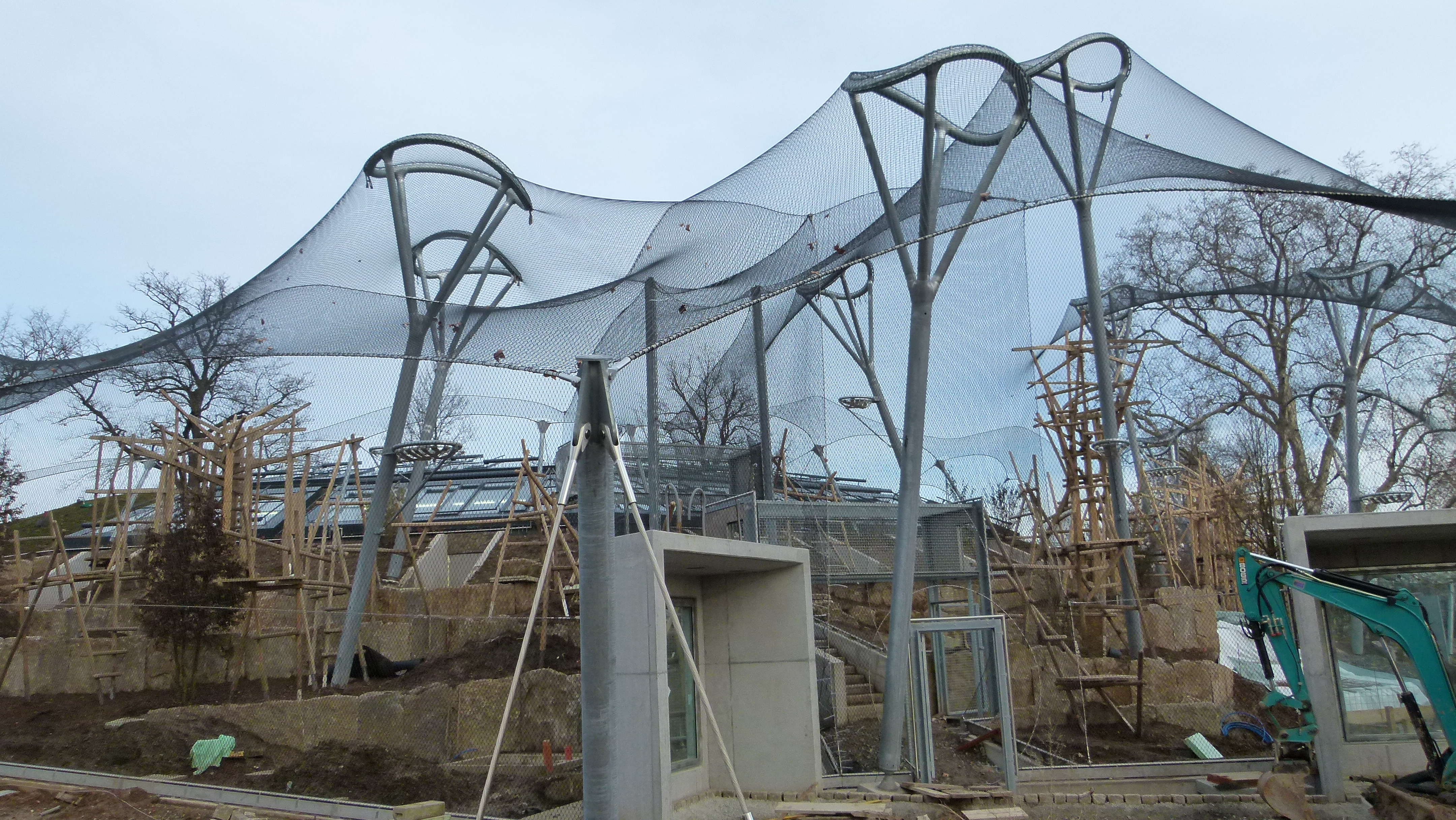
Vom Verein gefördertes Menschenaffenhaus mit Freianlage

Der Verein der Freunde und Förderer der Wilhelma Stuttgart-Bad Cannstatt ist der Förderverein des zoologisch-botanischen Gartens Wilhelma in der baden-württembergischen Landeshauptstadt Stuttgart. Mit über 33.000 Mitgliedern ist er der größte Förderverein eines Zoos in Europa. Der Verein ist Mitglied der Gemeinschaft der Zooförderer. Die Mitglieder erhalten freien Eintritt in die Wilhelma. Zudem veranstaltet der Verein Vorträge, Exkursionen und einen musikalischen Sommerabend auf dem Zoogelände.

## Geschichte
Der Verein wurde am 21. September 1956 gegründet. Anlass war, dass Erweiterungspläne nicht umgesetzt werden konnten, da die Stadt nicht bereit war, sich daran zu beteiligen. Am 14. Dezember 1956 wurde auf der ersten Mitgliederversammlung mit dem ehemaligen Kultusminister Gotthilf Schenkel der erste Vorsitzende gewählt. Damals stiftete der Verein u. a. den Tierbestand des ersten wiederhergestellten Hauses in der Wilhelma, darunter mit 100.000 DM das Panzernashorn „Nanda“. Ein Jahr nach Gründung hatte der Verein 221 Mitglieder. Nach einer Werbeaktion erhöhte sich Mitte der 1980er Jahre der Mitgliederbestand von 4000 auf 9000. Geschäftsführerin war bis 2009 Ute Hempel und ist seitdem Nicole Englert.

## Projekte
Der Verein fördert in der Regel einzelne Projekte der Wilhelma, v. a. neue Bauten. Beispiele sind das Jungtieraufzuchthaus von 1982 (0,5 Mio. Euro), die 1991 eröffnete Anlage für Bären- und Klettertiere (1,75 Mio. Euro), das im Jahr 2000 eingeweihte Albert-Schöchle-Amazonienhaus (3,95 Mio. Euro) und die 2013 fertiggestellte Anlage für afrikanische Menschenaffen (9,5 Mio. Euro). Bis September 2016 wurden insgesamt 18,6 Mio. Euro zur Verfügung gestellt. Als Nächstes soll die neue Elefantenanlage gefördert werden.

## Vorsitzende
- 1956–1960: Gotthilf Schenkel
- 1960–1969: Wilhelm Blankenfeld
- 1969–2001: Walther Zügel
- seit 2001: Georg Fundel